# Чемпионат СССР по хоккею с мячом 1954
6-й чемпионат СССР по хоккею с мячом проведён в виде однокругового турнира. Все матчи состоялись в Воронеже с 24 января по 7 февраля 1954 года. Чемпионом СССР стала команда ЦДСА (Москва), которая в предыдущем первенстве не участвовала, но тем не менее была включена сразу в состав участников I группы. В чемпионате сыграно 28 матчей, в них забит 121 мяч.
Одновременно в Нижнем Тагиле проходил турнир во II группе, которая незадолго до чемпионата была расширена до десяти команд. Право в следующем сезоне сыграть в высшем дивизионе завоевали архангельский «Водник» и ОДО (Петрозаводск); позже, в связи с расширением высшего дивизиона чемпионата до десяти команд, дополнительное место в нём получило «Динамо» (Алма-Ата), а после его отказа — «Металлург» (Нижний Тагил). Во второй группе было сыграно 45 игр, было забито 189 мячей.

## Участники
Серебряный призёр предыдущего чемпионата рижский ОДО заранее заявил о том, что не будет участвовать в чемпионате. По утверждённому Положению о соревнованиях вместо рижан в первой группе была оставлена команда ОДО (Минск), которая собиралась выступать под флагом общества «Спартак». Однако позднее минчане, а также команда КВИФК (Ленинград) также отказались от участия в первенстве. В связи с этим Главное управление по физической культуре и спорту Минздрава СССР по ходатайствам спортивных комитетов ВЦСПС, Ленинграда и Москвы приказом от 9 января 1954 года утвердило новый состав участников I группы, вакантные места в которой заполнили переведённая из второй группы ленинградская «Энергия» (в прошлом первенстве называлась «Красная заря») и команда ЦДСА (Москва). Московские армейцы, усилившись игроками расформированной команды ВВС и рядом хоккеистов, вернувшихся в русский хоккей из команды ЦДСА по хоккею с шайбой, сумели создать грозную команду, в связи с чем и было принято решение о включении ЦДСА сразу в первую группу всесоюзного первенства.
Во второй группе согласно Положению в соревнованиях должны были участвовать восемь коллективов. От участия в соревнованиях отказался днепропетровский «Локомотив», в первую группу была переведена ленинградская «Энергия». На появившиеся три вакантных позиции были включены победители первенств союзных республик прошлого сезона: чемпион РСФСР «Урожай» (Перово), чемпион Украинской ССР «Шахтёр» (Кадиевка) и чемпион Казахской ССР «Динамо» (Алма-Ата). Также получила возможность остаться во второй группе и команда завода имени Калинина (Калининград), но подмосковный коллектив отказался. Приказом Главного управления по физической культуре и спорту Минздрава СССР от 9 января 1954 года был утверждён состав второй группы в количестве 10 участников. В их число также вошли нижнетагильский «Металлург», московский «Спартак», «Зенит» (Ленинград), а также команда ЦАГИ из подмосковного Жуковского, которая выступала под названием «Зенит» (Москва).
Несколько коллективов, выступавших в прошлом первенстве, сменили спортивные общества: красноярский «Трактор» стал представлять общество «Торпедо», казанский клуб в связи с расформированием ДСО «Крылья Советов» представлял цвета общества «Зенит», ленинградская «Красная заря» стала «Энергией», перейдя под эгиду одноимённого общества.
| Команда       | Город        | Результат в прошлом сезоне      |
| ------------- | ------------ | ------------------------------- |
| I группа      |              |                                 |
| ОДО           | Свердловск   | 1 место в I группе              |
| «Торпедо»     | Красноярск   | 3 место в I группе              |
| «Буревестник» | Москва       | 5 место в I группе              |
| «Динамо»      | Москва       | 6 место в I группе              |
| ОДО           | Хабаровск    | 1 место в II группе             |
| «Энергия»     | Ленинград    | 4 место в II группе             |
| ЦДСА          | Москва       |                                 |
| II группа     |              |                                 |
| «Зенит»       | Казань       | 8 место в I группе              |
| «Водник»      | Архангельск  | 3 место в II группе             |
| ОДО           | Петрозаводск | 6 место в II группе             |
| «Урожай»      | Перово       | чемпион РСФСР 1953              |
| «Шахтёр»      | Кадиевка     | чемпион Украинской ССР 1953     |
| «Динамо»      | Алма-Ата     | чемпион Казахской ССР 1953      |
| «Металлург»   | Нижний Тагил | 2 место в чемпионате РСФСР 1953 |
| «Спартак»     | Москва       |                                 |
| «Зенит»       | Москва       |                                 |
| «Зенит»       | Ленинград    |                                 |

## Первая группа
| М | Команда                | 1   | 2   | 3   | 4   | 5   | 6   | 7   | 8   | В | Н | П | Мячи  | О  |
| - | ---------------------- | --- | --- | --- | --- | --- | --- | --- | --- | - | - | - | ----- | -- |
| 1 | ЦДСА (Москва)          |     | 1:1 | 1:1 | 8:1 | 1:1 | 6:0 | 2:1 | 9:2 | 4 | 3 | 0 | 28-7  | 11 |
| 2 | «Динамо» (Москва)      | 1:1 |     | 2:2 | 4:5 | 3:1 | 2:0 | 2:1 | 6:0 | 4 | 2 | 1 | 20-10 | 10 |
| 3 | «Буревестник» (Москва) | 1:1 | 2:2 |     | 3:5 | 1:1 | 5:0 | 3:0 | 4:1 | 3 | 3 | 1 | 19-10 | 9  |
| 4 | «Торпедо» (Красноярск) | 1:8 | 5:4 | 5:3 |     | 1:2 | 3:2 | 1:1 | 6:0 | 4 | 1 | 2 | 22-20 | 9  |
| 5 | ОДО (Свердловск)       | 1:1 | 1:3 | 1:1 | 2:1 |     | 0:2 | 3:1 | 3:0 | 3 | 2 | 2 | 11-9  | 8  |
| 6 | «Энергия» (Ленинград)  | 0:6 | 0:2 | 0:5 | 2:3 | 2:0 |     | 2:2 | 1:0 | 2 | 1 | 4 | 7-18  | 5  |
| 7 | ОДО (Хабаровск)        | 1:2 | 1:2 | 0:3 | 1:1 | 1:3 | 2:2 |     | 4:1 | 1 | 2 | 4 | 10-14 | 4  |
| 8 | ДОФ (Таллин)           | 2:9 | 0:6 | 1:4 | 0:6 | 0:3 | 0:1 | 1:4 |     | 0 | 0 | 7 | 4-33  | 0  |

По итогам чемпионата первую группу должны были покинуть ОДО (Хабаровск) и ДОФ (Таллин). Однако в межсезонье первая группа была переименована в класс «А» и расширена до десяти команд, в связи с чем хабаровская и таллинская команда получили возможность остаться на следующий сезон в высшем дивизионе. ОДО (Хабаровск) сохранил своё место в сильнейшей лиге первенства, а вот ДОФ вообще отказался от участия в чемпионате.

### Составы команд и авторы забитых мячей
1. ЦДСА (Москва) (16 игроков): Евгений Климанов (6), Евгений Новгородов (4) — Владимир Быков (7; 0), Анатолий Васильев (7; 5), Владимир Елизаров (7; 1), Владимир Меньшиков (7; 4), Михаил Орехов (7; 3), Борис Рундин (7; 0), Виктор Чигирин (7; 0), Лев Шунин (7; 3), Вениамин Быстров (6; 9), Анатолий Филатов (6; 1), Геннадий Водянов (5; 2), Михаил Гащенков (5; 0), Юрий Захаров (5; 0), Леонид Черепанов (4; 0).
2. «Динамо» (Москва) (16 игроков): Алексей Матчин (6; −5), Сергей Андреев (3; −5) — Сергей Воробьёв (7; 1), Иван Давыдов (7; 2), Николай Медведев (7; 1), Иван Моргунов (7; 0), Владимир Савдунин (7; 12), Владимир Туляков (7; 0), Дмитрий Шаповалов (7; 4), Николай Артёмов (6; 0), Сергей Ильин (5; 0), Юрий Киселёв (5; 0), Александр Луппов (5; 0), Борис Тарычев (5; 0), Всеволод Блинков (4; 0), Анатолий Гусев (4; 0).
3. «Буревестник» (Москва) (15 игроков): Анатолий Мельников (7) — Юрий Блинов (7; 0), Олег Воробьёв (7; 0), Л. Гвоздёв (7; 4), Александр Зайцев (7; 0), Василий Комаров (7; 0), Игорь Малахов (7; 0), Александр Полевой (7; 5), Булат Сатдыков (7; 4), Андрей Туркин (7; 0), Борис Туркин (7; 5), Семён Горяйнов (4; 1), Иван Кочетков (2; 0), А.Моисеев (2; 0), Лев Обухов (2; 0).
4. «Торпедо» (Красноярск) (14 игроков): Борис Жидовленко (5), Юрий Орлов (2) — Виктор Анищенко (5; 2), Иван Дворников (7; 2), Владимир Киреев (7; 0), Анатолий Коротченко (7; 0), Константин Крюков (7; 0), Владимир Кузьмин (7; 0), Борис Лесняк (7; 0), Пётр Логашов (7; 4), Анатолий Мартынов (7; 4), Николай Мартынов (7; 10), Владислав Седякин (7; 0), Владимир Шаес (3; 0).
5. ОДО (Свердловск) (13 игроков): Александр Маскинский (7) — Валентин Атаманычев (6; 3), Иван Балдин (6; 0), Анатолий Голубев (7; 0), Павел Губин (6; 3), Феоктист Коптелов (7; 2), Владимир Каравдин (7; 3), Альвиан Кузнецов (7; 0), Георгий Логинов (4; 0), Борис Петров (7; 0), Алексей Торговкин (7; 0), Иван Фролов (7; 0), Станислав Эйсбруннер (3; 0).
6. «Энергия» (Ленинград) (16 игроков): Михаил Занозин (1), Николай Финк (6) — Владимир Богданов (7; 0), Борис Вайвод (7; 1), Владимир Виноградов (4; 0), Аркадий Графов (3; 0), А. Каменьщиков (7; 1), Виктор Кудрявцев (6; 0), Анатолий Кулёв (7; 3), И. Лискер (6; 0), Анатолий Лобанов (7; 0), А. Мальков (7; 1), Юрий Савин (7; 0), Юрий Суставов (4; 0), Евгений Флейшер (2; 0), Павел Юдин (6; 1).
7. ОДО (Хабаровск) (16 игроков): Георгий Волков (3), Василий Лацейко (6) — Виктор Барышев (1; 0), Николай Варзин (7; 0), Анатолий Вязанкин (7; 2), Владимир Калинин (6; 1), Василий Катанаев (5; 0), В. Круголь (2; 0), Михаил Медведев (7; 2), Александр Пискунов (7; 2), Михаил Сачков (7; 0), Виктор Смирнов (5; 0), Александр Торопов (6; 0), Георгий Хрульков (7; 1), Иосиф Чмутин (7; 0), Сергей Эдукарьянц (6; 2).
8. ОДО (Таллин) (14 игроков): В. Цыганков (4), Зиновий Шехтель (5) — Борис Абросов (6; 0), Анатолий Ананьев (7; 0), Борис Баранов (7; 0), Виктор Вержбицкий (7; 0), Борис Глазов (7; 1), Евгений Жирнов (7; 1), А. Киселёв (7; 2), И. Клещев (6; 0), Л. Мотовилов (2; 0), К. Смирнов (7; 0), Борис Филиппов (7; 0), Л. Шульдешов (1; 0).

Лучший бомбардир — Владимир Савдунин, «Динамо» (Москва), 12 мячей

## Вторая группа
Соревнования во второй группе прошли в Нижнем Тагиле с 24 января по 10 февраля 1954 года.
| М  | Команда                    | 1   | 2   | 3   | 4   | 5   | 6   | 7   | 8   | 9   | 10  | В | Н | П | Мячи  | О  |
| -- | -------------------------- | --- | --- | --- | --- | --- | --- | --- | --- | --- | --- | - | - | - | ----- | -- |
| 1  | «Водник» (Архангельск)     |     | 1:0 | 4:1 | 4:1 | 1:4 | 3:2 | 3:1 | 2:2 | 3:1 | 3:0 | 7 | 1 | 1 | 24-12 | 15 |
| 2  | ОДО (Петрозаводск)         | 0:1 |     | 5:3 | 3:1 | 2:2 | 2:1 | 2:2 | 3:1 | 5:3 | 7:2 | 6 | 2 | 1 | 29-16 | 14 |
| 3  | «Динамо» (Алма-Ата)        | 1:4 | 3:5 |     | 2:2 | 3:2 | 0:0 | 4:3 | 2:0 | 5:1 | 4:1 | 5 | 2 | 2 | 24-18 | 12 |
| 4  | «Металлург» (Нижний Тагил) | 1:4 | 1:3 | 2:2 |     | 0:1 | 2:0 | 2:2 | 3:0 | 6:0 | 5:2 | 4 | 2 | 3 | 22-14 | 10 |
| 5  | «Спартак» (Москва)         | 4:1 | 2:2 | 2:3 | 1:0 |     | 2:1 | 1:3 | 4:4 | 1:3 | 2:0 | 4 | 2 | 3 | 19-17 | 10 |
| 6  | «Урожай» (Перово)          | 2:3 | 1:2 | 0:0 | 0:2 | 1:2 |     | 4:1 | 1:0 | 2:1 | 1:1 | 3 | 2 | 4 | 12-12 | 8  |
| 7  | «Зенит» (Москва)           | 1:3 | 2:2 | 3:4 | 2:2 | 3:1 | 1:4 |     | 3:2 | 0:4 | 4:3 | 3 | 2 | 4 | 19-25 | 8  |
| 8  | «Зенит» (Казань)           | 2:2 | 1:3 | 0:2 | 0:3 | 4:4 | 0:1 | 2:3 |     | 1:0 | 3:1 | 2 | 2 | 5 | 13-19 | 6  |
| 9  | «Зенит» (Ленинград)        | 1:3 | 3:5 | 1:5 | 0:6 | 3:1 | 1:2 | 4:0 | 0:1 |     | 2:2 | 2 | 1 | 6 | 15-25 | 5  |
| 10 | «Шахтёр» (Кадиевка)        | 0:3 | 2:7 | 1:4 | 2:5 | 0:2 | 1:1 | 3:4 | 1:3 | 2:2 |     | 0 | 2 | 7 | 12-31 | 2  |

Право в следующем сезоне сыграть в классе «А» завоевали архангельский «Водник» и ОДО (Петрозаводск); позже, в связи с расширением высшего дивизиона чемпионата до десяти команд, дополнительное место в нём получило «Динамо» (Алма-Ата), а после его отказа — «Металлург» (Нижний Тагил). Согласно новому положению о соревнованиях остальные клубы, выступавшие во второй группе, лишились гарантированных мест в классе
«Б» чемпионата 1955 года.
1. «Водник» (Архангельск) (17 игроков): Носин Белобржек, Иван Иванов — Валериан Боцманов, Фёдор Ваенский, Анатолий Жуков, Анатолий Залесов, Дмитрий Курочкин, Владимир Лахтютко, Борис Морозов, Владимир Потапов, Анисим Пушкин, Владимир Рябов, Анатолий Солков, Анатолий Скворцов, Лев Фильчагин, Юрий Храпов, Николай Ядовин. Играющий главный тренер — А. Д. Скворцов.
2. ОДО (Петрозаводск) (11 игроков): Игорь Зайцев — Ю. Алейников, Виталий Гарлоев, Виктор Горбунов, Евгений Горбунов, Юрий Горбунов, А. Григорьев, Е. Калганов, Владимир Кармушев, Лев Лебедев, Николай Шогин. Играющий главный тренер — Юрий Горбунов.

## III чемпионат РСФСР
Соревнования прошли в два этапа.
На первом этапе с 24 января по 28 февраля 1954 года прошли зональные соревнования. В них приняли участие 63 команды (из них 9 команд от Московской области). Команды были разбиты на 8 зон. Зональные турниры проводились в один круг с разъездами (за исключением Дальневосточной зоны). Уже в ходе соревнований «Динамо» (Ульяновск) была переведена из Нижневолжской в Верхневолжскую зону.
- Подмосковная зона. Победитель «Красное знамя» (Обухово).
- Центральная-северная зона. Победитель «Динамо» (Иваново).
- Центральная-южная зона. Победитель «Динамо» (Курск).
- Верхневолжская зона. Победитель «Динамо» (Ульяновск).
- Нижневолжская зона. Победитель «Динамо» (Чкалов).
- Уральская зона. Победитель «Авангард» (Нижний Тагил).
- Сибирская зона. Победитель «Шахтёр» (Кемерово).
- Дальневосточная зона. (Чита) Победитель «Авангард» (Комсомольск-на-Амуре).

### Финальный турнир III чемпионата РСФСР
Второй этап соревнований состоялся с 7 по 17 марта 1954 года в Кемерово. В нём приняли участие 8 победителей зон.
| М | Команда                           | 1    | 2   | 3   | 4   | 5   | 6   | 7    | 8   | В | Н | П | Мячи  | О  |
| - | --------------------------------- | ---- | --- | --- | --- | --- | --- | ---- | --- | - | - | - | ----- | -- |
| 1 | «Шахтёр» (Кемерово)               |      | 3:2 | 5:2 | 2:0 | 3:2 | 3:0 | 11:0 | 2:1 | 7 | 0 | 0 | 29-7  | 14 |
| 2 | «Динамо» (Ульяновск)              | 2:3  |     | 1:1 | 1:0 | 5:1 | 5:0 | 2:1  | 3:2 | 5 | 1 | 1 | 19-8  | 11 |
| 3 | «Динамо» (Курск)                  | 2:5  | 1:1 |     | 2:1 | 2:1 | 1:2 | 6:3  | 2:0 | 4 | 1 | 2 | 16-13 | 9  |
| 4 | «Авангард» (Комсомольск-на-Амуре) | 0:2  | 0:1 | 1:2 |     | 3:0 | 6:2 | 2:1  | 2:2 | 3 | 1 | 3 | 14-10 | 7  |
| 5 | «Красное знамя» (Обухово)         | 2:3  | 1:5 | 1:2 | 0:3 |     | 5:1 | 4:2  | 6:1 | 3 | 0 | 4 | 19-17 | 6  |
| 6 | «Динамо» (Иваново)                | 0:3  | 0:5 | 2:1 | 2:6 | 1:5 |     | 3:4  | 1:0 | 2 | 0 | 5 | 9-24  | 4  |
| 7 | «Динамо» (Чкалов)                 | 0:11 | 1:2 | 3:6 | 1:2 | 2:4 | 4:3 |      | 3:3 | 1 | 1 | 5 | 14-31 | 3  |
| 8 | «Авангард» (Нижний Тагил)         | 1:2  | 2:3 | 0:2 | 2:2 | 1:6 | 0:1 | 3:3  |     | 0 | 2 | 5 | 9-19  | 2  |

1. »Шахтёр" (Кемерово) (16 игроков): П. Ванюков, Виктор Шабловский — А. Журавлёв, Константин Журавлёв, Юрий Загорский, Фёдор Зайцев, Г. Игнатов, В. Канин, В. Мартынов, Пётр Павлов, Михаил Плешкевич, Владимир Рябинский, Иван Рябовалов, Михаил Савоськин, Алексей Сидоров, Дмитрий Теплухин.
2. «Динамо» (Ульяновск) (16 игроков): В. Саботницкий — П. Булдаковский, А. Гаруля, Николай Гунин, Е. Казанкин, Л. Камчаров, Василий Куров, Н. Культин, Георгий Лосев, Г. Меньшиков, В. Николаев, А. Пархута, И. Семёнов, В. Семячкин, И. Сергеев, Евгений Чибиряев.
3. «Динамо» (Курск): Г. Андреев — В. Бутов, А. Золотухин, А. Калуцкий, Б. Протонин, Л. Рымаренко, Николай Фокин и др.